# Grégory Allione
Grégory Allione (Tolone, 25 luglio 1971) è un vigile del fuoco e politico francese, presidente della federazione dei vigili del fuoco FNSPF dal 2018 al 2023 ed europarlamentare nella X legislatura.

## Biografia
A partire dalla fine degli anni '80 ha lavorato come vigile del fuoco volontario. Nel 1996 ha conseguito un master in management presso l'Università di Tolone. Nel 1998 si è diplomato presso la scuola di formazione per vigili del fuoco ENSOSP. Nel 1997 è diventato un pompiere professionista e ha raggiunto il grado di colonnello.
Fu, tra gli altri, consigliere del ministro dell'interno e dal 2014 comandante dei pompieri nel dipartimento del Delta del Rodano. Membro della federazione dei vigili del fuoco FNSPF, ne è stato suo vicepresidente. Nel 2018 e nel 2021 è stato eletto presidente di questa organizzazione, che riunisce circa 250.000 membri; mantenne tale incarico fino al 2023. Nello stesso anno divenne direttore dell'università ENSOSP.
Nel 2024, a nome della coalizione centrista comprendente Renaissance, è stato eletto europarlamentare per la X legislatura.